# چاه‌سوری (سیرجان)
چاه سوری روستایی در دهستان گلستان بخش گلستان شهرستان سیرجان استان کرمان ایران است.

## جمعیت
بر پایه سرشماری عمومی نفوس و مسکن در سال ۱۳۹۵ جمعیت این مکان ۱۶ نفر (۶خانوار) بوده‌است.